# Dialeurolonga hoyti
Dialeurolonga hoyti es un hemíptero de la familia Aleyrodidae, con una subfamilia: Aleyrodinae.
Fue descrita científicamente por primera vez por Mound en 1965.